# TRT 2
TRT 2 est une chaîne de télévision turque. Elle diffuse ses programmes par voie hertzienne et est également reprise par certains cablo-opérateurs turcs et européens. Elle fut la seconde chaîne de télévision à voir le jour en Turquie après TRT 1.

## Présentation de la chaîne
La chaîne fut lancée le 15 septembre 1986 par la TRT comme étant la seconde chaîne de télévision turque, avec une programmation consacrée à l'art et à la culture.
Finalement rebaptisée TRT 2, la chaîne se consacre à partir de 2001 majoritairement à l'information et à la culture. Elle favorise la transmission d'informations par différents moyens, que ce soit par la diffusion de plusieurs bulletins d'informations en journée et en soirée ou par la diffusion de documentaires ou autre programmes culturels.
Au mois de mars 2010, TRT 2 est supprimée et remplacée par TRT Haber, devenant la seconde chaîne d'information du groupe TRT après la transformation de TRT Int, version satellitaire de TRT Türk. Cette dernière, à vocation internationale, reprend d'ailleurs certains programmes de TRT Haber, en direct ou en différé.
Le 22 février 2019, le groupe audiovisuel public TRT remet à l'antenne la version d'origine de TRT 2 (c'est-à-dire la version d'avant 2010), la chaîne TRT Haber poursuit quant à elle ses émissions dans un signal distinct.

### Identité visuelle

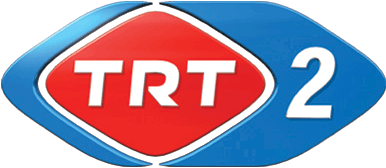
Logo de TRT 2 de 2005 a 2010
Logo de TRT depuis 2019

## Diffusions
TRT 2 est diffusée sur Turksat ainsi que sur le bouquet DigiTurk sur Eutelsat.